# 1595 no Brasil
Esta é uma cronologia dos fatos acontecimentos de ano 1595 no Brasil.

## Eventos
- 30 de março: Saque do Recife pelo corsário inglês James Lancaster, no contexto da Guerra Anglo-Espanhola.
- 11 de novembro: Lei de Filipe II proíbe a escravização dos índios.